# Rewolucja gwatemalska
Treść tego artykułu od 2018-05 może nie być zgodna z zasadami neutralnego punktu widzenia.
 Po wyeliminowaniu niedoskonałości należy usunąć szablon [[Szablon:Dopracować|]] z tego artykułu.
Rewolucja gwatemalska – okres w historii Gwatemali między powstaniem, które obaliło dyktatora Juan Federico Ponce Vaides w 1944 roku, a zaaranżowanym przez Stany Zjednoczone zamachem stanu w 1954 roku. Okres rewolucji był jedynym krótkim epizodem demokracji w Gwatemali od 1930 roku do zakończenia wojny domowej w 1996 roku. Reforma rolna przeprowadzona w tych latach wywarła wielki wpływ na całą Amerykę Łacińską.

## Tło
Przed hiszpańską inwazją ludność Gwatemali stanowili wyłącznie Majowie. Podbój Gwatemali stworzył ustrój oparty na bogatych właścicielach ziemskich europejskiego pochodzenia nadzorujących niewolniczą siłę roboczą. Niemniej jednak ziemia pozostała pod kontrolą rdzennych mieszkańców aż do końca wieku XIX, kiedy rząd odebrał indiańską ziemię i przekazał ją w ręce plantatorów kawy. Przepisy prawa pracy sprowadziły Indian do roli niewolników na plantacjach. Pochodząca ze Stanów Zjednoczonych United Fruit Company była korporacją, która nabyła największą część gruntów indiańskich i państwowych w Gwatemali. Manuel Estrada Cabrera będący prezydentem od 1898 do 1920 roku dopuścił ograniczone uzwiązkowienie na terenie wiejskim jednak w dalszym ciągu udzielał koncesji UFC. W 1922 roku utworzona została Komunistyczna Partia Gwatemali która natychmiast zyskała znaczące wpływy wśród miejskich robotników. Robotnicy rolni i Indianie stanowili stosunkowo nikły procent jej zwolenników. Wielki kryzys 1929 roku doprowadził do upadku gospodarki i wzrostu bezrobocia. Kryzys wywołał niepokoje pośród robotników. Elity obawiając się rewolucji ludowej, udzieliły swojego poparcia Jorge Ubico, który przejął w kraju dyktatorską władzę. W 1931 roku odbyły się pseudowybory prezydenckie w których Ubico był jedynym kandydatem.
Ubico początkowo złożył oświadczenia w których wspierał ruch robotniczy, jednak prędko wycofał się z tego i budował coraz bardziej dyktatorski system. Wprowadził nowe prawo pracy, które wymagało od wszystkich ludzi w wieku produkcyjnym i nie posiadających własnej ziemi do minimum 100 dni ciężkiej pracy w roku. Państwo wykorzystywało Indian (którymi Ubico prywatnie gardził) do niepłatnej pracy przy infrastrukturze publicznej (koleje i drogi). Ubico obniżył płace pracowników rolnych i nadał immunitet właścicielom ziemskim, pozwalając im na egzekucje robotników rolnych w ramach postępowania dyscyplinarnego. Działania rządu Ubico zostały opisane przez historyków jako legalizacja morderstwa. Ubico znacznie umocnił policję, która stała się jedną z najbardziej skutecznych ale i bezwzględnych Ameryce Łacińskiej. Policjanci mogli bezkarnie więzić i zabijać osoby podejrzane o łamanie rygorystycznego prawa pracy. Terror wprowadzony przez Ubico przyczynił się do narodzenia ogromnej niechęci wobec niego pośród robotników rolnych.
Dyktator wyrażał podziw dla przywódców faszystowskich i autorytarnych Europy takich jak Francisco Franco i Benito Mussolini. Mimo radykalnych poglądów, sojusznika widział w USA, które miało chronić Gwatemalę przed „komunistycznym zagrożeniem ze strony Meksyku”. Ubico realizował politykę mającą mu zapewnić poparcie USA, kiedy USA w 1941 roku wypowiedziało wojnę Niemcom i Japonii, Ubico nakazał aresztować wszystkie osoby niemieckiego pochodzenia w Gwatemali. Przywódca pozwolił na utworzenie amerykańskiej bazy lotniczej celem ochrony Kanału Panamskiego. W celu zabezpieczenia dobrych relacji z USA godził się na dalsze ustępstwa wobec United Fruit Company. Ustępstwa obejmowały oddanie UFC 200 tysięcy hektarów gruntów publicznych w zamian za obietnicę budowy portu. Dyktator później zwolnił firmę z tego obowiązku, powołując się na kryzys gospodarczy.

## Rewolucja

### Strajk generalny z 1944
Początek II wojny światowej spowodował zwiększenie niepokojów na tle ekonomicznym w Gwatemali. Ubico rozpędzał jakiekolwiek formy protestu. W 1944 roku wybuchło powstanie ludowe w sąsiednim Salwadorze skierowany przeciwko rządom dyktatora Maximiliano Hernándeza Martíneza. Wielu buntowników uciekło do Gwatemali. Wydarzenie to zbiegło się z serią protestów na uniwersytecie w mieście Gwatemala. Ubico odpowiedział na zamieszki 22 czerwca 1944 roku, gdy zawiesił konstytucję. Protestujący poparci przez zarówno studentów jak i robotników oraz klasę średnią wezwali do strajku generalnego. Dyktator ogłosił stan wojenny i nakazał stłumienie strajku. Starcia między wojskowymi a protestującymi trwały przez tydzień, a bunt nabierał rozpędu. Pod koniec czerwca Ubico złożył rezygnację przed Zgromadzeniem Narodowym. Rezygnacja wywołała wielką falę euforii wśród mieszkańców i spontanicznego świętowania tego wydarzenia na ulicach.
Rezygnacja Ubico nie doprowadziła do przywrócenia demokracji. Ubico wyznaczył trzech generałów, którzy utworzyli juntę, mającą wyłonić rząd tymczasowy. W skład triumwiratu weszli generałowie: Juan Federico Ponce Vaides, Eduardo Villagrán Ariza i Buenaventura Pineda. Kilka dni później Ponce Vaides przekonał Kongres do wyznaczenia go na tymczasowego prezydenta. Ponce z jednej strony zobowiązał się do przeprowadzenia wolnych wyborów, a w tym samym czasie tłumił protesty, zawiesił wolność prasy, przeprowadzał samowolne aresztowania i zakazał urządzania pogrzebów poległym rewolucjonistom. Dyktatura zaczęła zdobywać coraz większe grono przeciwników także na obszarach wiejskich. Rząd za pomocą policji rozpoczął akcje zastraszania ludności tubylczej w celu utrzymania junty przy władzy po nadchodzących wyborach. Coraz bardziej krwawe rządy spowodowały wzrost poparcia dla rewolucji pośród części armii. Wojskowi rozczarowani rządami junty zaczęli snuć plany zamachu stanu.

### Upadek Ponce Vaidesa
W dniu 1 października 1944 roku zamordowany został Alejandro Cordova, redaktor El Imparcial, pisma będącego największą gazetą opozycji. Morderstwo przyśpieszyło planowany zamach stanu. Wojskowi spiskowcy rozpoczęli rozmowy z cywilnymi przeciwnikami rządu, chcąc wzniecić powstanie ludowe. Gdy Ponce Vaides ogłosił termin wyborów, siły prodemokratyczne potępiły je jako oszustwo. Ponce Vaides starał się wykorzystywać chaos na swoją korzyść, wywołując napięcia rasowa pośród mieszkańców kraju. Dyktator próbował przekonać ludność Ladino i mieszaną do poparcia jego rządów. W tym celu wykorzystywał ich strach przed Indianami. Reżim zorganizował prowokację, w ramach której opłacił tysiące indiańskich chłopów i skłonił ich do marszu na stolicę, dodatkowo obiecał im ziemię, na wypadek gdyby kontrolowana przez niego Partia Liberalna wygrała wybory. W połowie października powstało kilka planów obalenia junty sporządzonych przez różne odłamy ruchu na rzecz demokracji w tym nauczycieli, studentów i prodemokratyczną część armii. 19 października rząd rozbił jeden z tych spisków. Jeszcze tego samego dnia mała grupka oficerów kierowanych przez Francisco Javiera Arana i Jacobo Arbenza Guzmána zaatakowała Pałac Narodowy. Do puczystów dołączyli następnie cywile w tym studenci i związkowcy oraz część armii. Wraz z postępami puczu skapitulował frakcje wojskowe i policyjne lojalne względem reżimu. 20 października Ponce Vaides ogłosił bezwarunkową kapitulację.
Ponce Vaides podobnie jak Ubico opuścił kraj w celu zachowania własnego bezpieczeństwa. Junta wojskowa została zastąpiona przez tymczasowy rząd w skład którego weszli Arbenz, Arana i cywil z klasy wyższej Jorge Toriello Garrido który wsławił się w trakcie rewolucji. Postępowi wojskowi obiecali otwarte wybory prezydenckie i do Kongresu oraz zwołanie zgromadzenia ustawodawczego. Rezygnacja Ponce Vaidesa i utworzenie rządu tymczasowego zostało uznane za początek rewolucji. Rewolucja nie ucieszyła wszystkich mieszkańców kraju, kilka dni po niej w miasteczku Patzicía wybuchł protesty Indian którzy uznali że rewolucja służy interesom elit.

### Wybór Arévalo
Juan José Arévalo Bermejo urodził się w rodzinie z klasy średniej w 1904 roku. Początkowo pracował jako nauczyciel, lecz z czasem rozpoczął karierę naukową, zdobył stypendium na uniwersytecie w Argentynie, gdzie uzyskał doktorat z filozofii edukacji. Wrócił do Gwatemali w 1934 roku, gdzie zdobył stanowisko w ministerstwie edukacji. Reżim pozbawił go wkrótce stanowiska, a on sam czuł się nieswojo pod rządami Ubico, przez co ponownie opuścił kraj. Do 1944 roku mieszkał w Argentynie. W 1944 powrócił do Gwatemali i w lipcu dołączył do założonej przez nauczycieli partii Renovación Nacional. Partia wystawiła go jako kandydata w zbliżających się wyborach prezydenckich. Nieoczekiwanie jego kandydatura została poparta przez wiele organizacji rewolucyjnych w tym federacje studenckie. Jego brak powiązań z dyktaturą i zaplecze akademickie wpłynęło na pozytywny odbiór wśród uczniów i nauczycieli. Jednocześnie fakt że mieszkał w konserwatywnej Argentynie (a nie rewolucyjnym Meksyku) uspokoił właścicieli ziemskich, którzy nie postrzegali jego planów reform jako socjalistycznych czy komunistycznych.
Wybory odbyły się 19 grudnia 1944 roku i nie budziły podejrzeń o fałszerstwa. Żaden z członków rządu rewolucyjnego nie przystąpił do wyborów. Głównym rywalem Arévalo był Adrián Recinos, w którego środowisku znalazł się szereg osób związanych z reżimem Ubico. Arévalo wygrał wybory, uzyskując cztery razy więcej głosów niż pozostali kandydaci razem wzięci.

## Prezydencja Arévalo

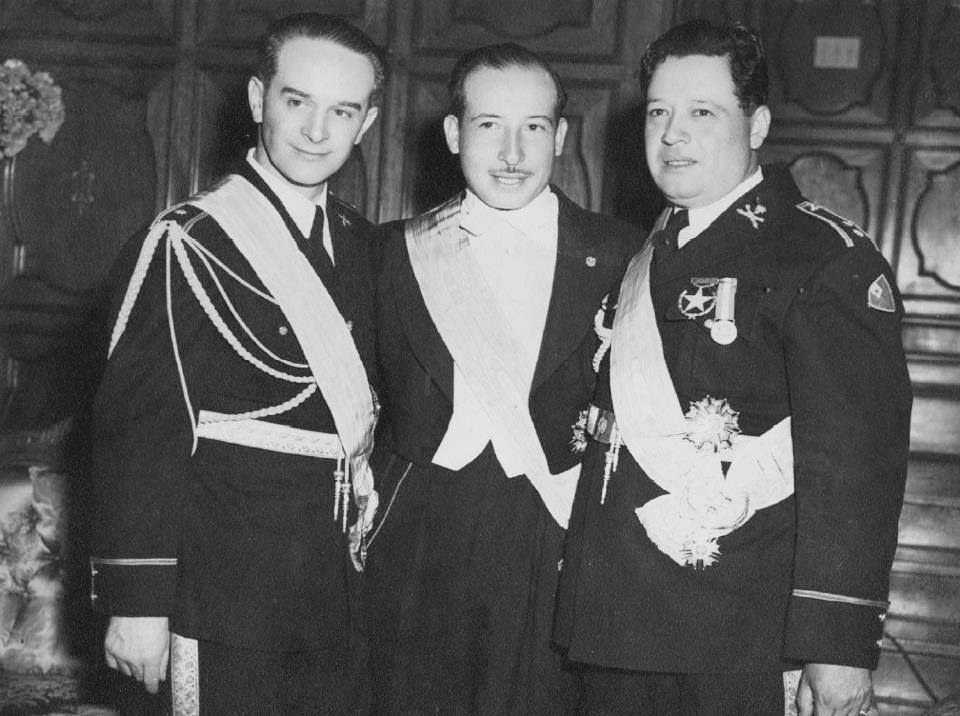
Rząd rewolucyjny powstały w 1944 roku

Arévalo objął urząd w dniu 15 marca 1945, dziedzicząc kraj z licznymi nierozwiązanymi problemami społecznymi i gospodarczymi. 70% społeczeństwa było analfabetami, a niedożywienie i zły stan zdrowia były powszechne. 2% najbogatszych właścicieli gruntów posiadało trzy czwarte ziemi, której bardzo niewielka część była uprawiana. Rdzenni chłopi albo nie mieli ziemi albo posiadali jej zbyt niewiele, aby utrzymać się przy życiu. Trzy czwarte siły roboczej było zatrudnionej w rolnictwie, a przemysł w zasadzie nie istniał.

### Ideologia
Arévalo określał swoją ideologię jako „duchowy socjalizm.” Był zdecydowanie przeciwny klasycznemu marksizmowi i wierzył w społeczeństwo kapitalistyczne, gdzie rynek (wsparty jednak przez działania rządu) ureguluje korzyści dla całej populacji. Postulaty ideologii Arévalo znalazły swe odzwierciedlenie w nowej konstytucji, którą parlament ratyfikował wkrótce po jego inauguracji. Konstytucja była jedną z najbardziej postępowych w Ameryce Łacińskiej. Dawała prawo wyborcze wszystkim oprócz niepiśmiennych kobiet, wprowadzała decentralizację władzy i wprowadzała system wielopartyjny (zabronione były jednak partie komunistyczne. Konstytucja i ideologia socjalistyczna Arévalo stała się podstawowym tłem reform Arévalo a następnie Jacobo Arbenza. Choć rząd Stanów Zjednoczonych później określał ideologię rewolucjonisty jako radykalny komunizm, była ona w rzeczywistości daleka od skrajnej lewicy i stanowczo antykomunistyczna. Wizja gospodarcza Arévalo krążyła wokół poparcia dla prywatnej przedsiębiorczości.

### Ruch robotniczy
Rewolucję 1944 roku opuściło wielu przedstawicieli elity ziemiańskiej i zwolenników United Fruit Company, ale także przedstawicieli związków zawodowych. Mimo to rewolucja i wybór Arévalo znacząco wpłynęły na pozytywną zmianę losów ruchu związkowego. Protesty 1944 roku wzmocniły ruch robotniczy i doprowadziły do zniesienia w 1945 roku represyjnego prawa pracy. Licznie powstawały związki zawodowe (podczas rządów Ubico związki działały nielegalnie), które podzieliły się na obóz komunistyczny i związki niekomunistyczne.
Ruch komunistyczny został czasowo wzmocniony po uwolnieniu więźniów politycznych reżimu Ubico. Z więzień wyszli czołowi działacze ruchu tacy jak Miguel Mármol, Víctor Manuel Gutiérrez i Graciela García. Prezydent przerwał rozwój ruchu, zamknął szkołę pracowniczą Escuela Claridad prowadzoną przez komunistów i deportował wszystkich liderów komunistycznych, którzy nie byli Gwatemalczykami. Osłabiony ruch komunistyczny przetrwał głównie dzięki dużemu uczestnictwu komunistów w związkach zawodowych nauczycieli.
W 1947 roku Kongres uchwalił nowy kodeks pracy. Ustawa zakazała dyskryminacji na poziomie wynagrodzeń w oparciu o „wiek, rasę, płeć, narodowość, przekonania religijne lub przynależność polityczną”. Stworzyła standardy bezpieczeństwa i ochrony zdrowia w miejscu pracy oraz ujednoliciła czas pracy (osiem godzin dziennie i 45 godzin w tygodniu) – przepisy te nie dotknęły plantacji, które zostały zwolnione z przepisów dotyczących czasu pracy, na skutek lobby plantatorskiego w parlamencie. Kodeks zobowiązał też właścicieli plantacji do budowy szkół podstawowych przeznaczonych dla dzieci swoich pracowników. Wiele przepisów tego prawa nie było jednak przez plantatorów przestrzegane. Niemniej jednak reforma odniosła sukces, przyczyniając się do trzykrotnego (a według niektórych źródeł nawet i większego) wzrostu średniego wynagrodzenia pracowników.

### Polityka zagraniczna
Rząd Arévalo próbował wspierać demokratyczne ideały za granicą. Jednym z pierwszych działań Arévalo było zerwanie stosunków dyplomatycznych z rządem Hiszpanii będącej pod dyktaturą Francisco Franco. Arévalo zerwał też stosunki dyplomatyczne z proamerykańskimi autorytarystami - reżimem Nikaragui oraz z rządem Rafaela Trujillo z Dominikany. Arévalo sfrustrowany brakiem demokratyzacji w pozostałych krajach Ameryki Łacińskiej zaczął wspierać Legion Karaibski dążący do likwidacji dyktatur w tym obszarze - przyczyniło się to do uznania jego rządu za komunistyczny przez szereg dyktatur proamerykańskich.
Prezydent przedstawił ideę Federacji Ameryki Środkowej jako jedynego sposobu na utworzenie w regionie trwałych rządów demokratycznych. W celu utworzenia federacji spotkał się z przywódcami kilku państw Ameryki Środkowej, ale wszyscy poza prezydentem Salwadoru Salvadorem Castaneda Castro odrzucili jego propozycję. Pod koniec 1945 roku obaj przywódcy ogłosili powstanie unii, jednak proces jednoczenia został opóźniony ze względu na problemy wewnętrzne w obu krajach. Unię uniemożliwił ostatecznie pucz z 1948 roku, w wyniku którego Castaneda Castro został obalony przez wojskowych Óscara Osorio.

### Kryzys z 1949 roku
Najwyższą rangą oficer rewolucji październikowej, Francisco Arana był przeciwnikiem przekazania władzy cywilom. Najpierw starał się opóźnić wybory 1944 roku, a następnie próbował je unieważnić. W zamian za umożliwienie Arévalo objęcie urzędu prezydenta, Arana otrzymał nowo utworzone stanowisko „szefa sił zbrojnych”, stanowisko wyższe od ministra obrony. Obawiając się wojskowego zamachu stanu, przywódcy rządowej Partido Acción Revolucionaria zawarli pakt z Araną, w którym zgodzili się poprzeć go w wyborach prezydenckich w 1950 roku w zamian za obietnicę powstrzymania się od puczu. W 1948 roku nasilił się spór Arany i rządu. 19 lipca 1949 roku Arana przedstawił Arévalo ultimatum, w którym nakazał usunąć z rządu wszystkich zwolenników Arbenza i zagroził puczem, jeśli żądanie nie zostanie spełnione. Wystosowanie ultimatum wywołał fakt poparcia Arbenza przez część kręgów rządowych niechętnych Aranie. Rząd i stronnicy Arbenza uprzedzili Aranę, atakując go i angażując się w potyczkę z jego stronnikami. W starciach zginął sam Arana, a jego zwolennicy w tym Carlos Castillo Armas zostali wygnani z Gwatemali.

## Prezydencja Árbenza

### Wybór na stanowisko prezydenta
Rola Arbenza jako ministra obrony uczyniła go silnym kandydatem na prezydenta, a udzielenie zdecydowanego poparcia rządowi w czasie kryzysu 1949 roku, dodatkowo zwiększyło jego prestiż. W 1950 roku Partido de Integridad Nacional (PIN) ogłosiła, że Arbenz będzie jej kandydatem na prezydenta w nadchodzących wyborach. Kandydaturę poparła większość partii lewicowych, w tym wpływowy PAR, a także związki zawodowe. Arbenz miał tylko kilku znaczących konkurentów w wyborach (na 10 kandydatów). Jednym z nich był Jorge García Granados wspierany przez niektórych członków wyższej klasy średniej, którzy uważali że rewolucja posunęła się za daleko. Innym był Miguel Ydígoras Fuentes, dawny stronnik reżimu Ubico, który był twardogłowym przeciwnikiem rewolucji. Arbenz w trakcie kampanii wyborczej zobowiązał się do kontynuowania i rozszerzenia reform rozpoczętych przez Arévalo. Wybory odbyły się w dniu 15 listopada 1950 roku, a Arbenz zdobył ponad 60% głosów. Na stanowisku prezydenta zainaugurowany został 15 marca 1951 roku.

### Postać Árbenza
Árbenz urodził się w 1913 roku w rodzinie klasy średniej pochodzącej ze Szwajcarii. W 1935 roku ukończył akademię wojskową i został oficerem armii. W trakcie służby jego poglądy polityczne uległy radykalizacji i nawiązał on współpracę z ruchem robotniczym. W 1938 roku poznał i poślubił Marię Vialnovę, która tak jak on wykazywała zainteresowanie reformami społecznymi. Małżonka wywarła na niego istotny wpływ. Duży ideologiczny wpływ wywarł na niego też lewicowy lider José Manuel Fortuna, który był jednym z głównych doradców podczas jego rządów. W 1944 roku zdegustowany działaniami reżimu Ubico wraz z kolegami z armii utworzył spisek przeciwko rządowi. Gdy Ubico zrezygnował ze stanowiska w 1944 roku, Arbenz był świadkiem tego, jak Ponce Vaides zastraszył kongresmenów w celu mianowania go prezydentem. Wydarzenie to zniechęciło go do Ponce Vaidesa i wpłynęło na dalszą działalność spiskową. Po puczu był jednym z niewielu oficerów rewolucji, którzy weszli do politycznego ruchu cywilnego.

### Reforma rolna
Najważniejszym elementem projektu modernizacji Arbenza była jego reforma rolna. Reforma została sporządzona przez licznych ekonomistów z całej Ameryki Łacińskiej. Ustawa została uchwalona przez Zgromadzenie Narodowe w dniu 17 czerwca 1952 roku, a weszła w życie natychmiast. Głównym celem programu było wywłaszczenie nieużytków od wielkich właścicieli ziemskich i przekazanie ich ubogim rolnikom, którzy następnie mogliby rozpocząć samodzielną działalność rolniczą. Reformę utrudniał niedobór kapitału spowodowany odmową udzielenia państwu kredytów przez Bank Światowy, który działał tak na polecenie rządu Stanów Zjednoczonych.
Oficjalną nazwą reformy rolnej był dekret 900. W ramach dekretu wywłaszczono wszystkie nieużytki większe niż 673 akrów (272 ha). Właściciele otrzymali zadośćuczynienie. Redystrybucja ziemi pośród chłopów została zorganizowana przez lokalne komitety, w skład których wchodzili przedstawiciele rządu, ziemiaństwa i robotników rolnych. Spośród 350 tysięcy gospodarstw prywatnych 1710 zostało dotkniętych aktem wywłaszczenia.
Do czerwca 1954 roku 1,4 miliona akrów ziemi zostało wywłaszczone i rozdystrybuowanych. Około 500 tysięcy osób (czyli jedna szósta populacji) otrzymało ziemię. Ustawa spowodowała też nacjonalizację dróg, które przechodziły przez dystrybuowaną ziemię, co znacznie zwiększyło łączność społeczności wiejskich. 7 lipca 1953 roku utworzony został Narodowy Bank Rolny, który wypłacał drobne pożyczki rolnikom. 53 829 rolników otrzymało średnio pożyczkę wynoszącą 225 dolarów (dwukrotność dochodu mieszkańca Gwatemali).
Prawo, wbrew prognozom krytyków rządu, spowodowało zwiększenie wydajności produkcji rolnej Gwatemali i wzrost powierzchni upraw. Wzrósł również zakup maszyn rolniczych. Ogólnie rzecz biorąc, reforma spowodowała znaczną poprawę warunków życia dla wielu tysięcy rodzin chłopskich, z których większość stanowili rdzenni mieszkańcy.

## United Fruit Company

### Historia
United Fruit Company została utworzona w 1899 roku w wyniku fuzji dwóch dużych amerykańskich korporacji. Firma kontrolowała większość ziemi i linii kolejowych w całej Ameryce Środkowej. Grunty były używane głównie pod uprawy bananów. W 1900 roku UFC stała się największym na świecie eksporterem bananów. Do lat 30. korporacja stała się największym pracodawcą w Gwatemali. Rząd udzielał UFC znacznych ulg podatkowych i oddawał jej ziemię państwową i należącą do rdzennych mieszkańców. Firma poparła Jorge Ubico w walce o przywództwo, a ten odwdzięczył się jej znacznymi ustępstwami na polu ekonomicznymi. Nowe kontrakty były dla firmy niezwykle korzystne – zawierały one 99-letnią dzierżawę ogromnych połaci ziemi, zwolnienie z praktycznie wszystkich podatków i gwarancję, że żadna inna firma nie otrzyma konkurencyjnej dla UFC umowy. Sam Ubico zaapelował do firmy, aby płaciła swoim pracownikom jedynie 50 centów dziennie. Celem takiego działania było zapobieżenie żądaniom podwyżek płac ze strony pracowników innych sektorów. Firma stała się też de facto właścicielem portu Puerto Barrios, co pozwoliło jej czerpać zyski z przepływu towaru przez port. W latach 50. roczne zyski spółki wyniosły 65 milionów dolarów amerykańskich – były więc dwukrotnie większe aniżeli przychody rządu Gwatemali.

### Wpływ rewolucji
Ze względu na swoją wieloletnią współpracę z rządem Ubico, UFC była postrzegana przez rewolucjonistów jako przeszkoda. Obraz spółki w oczach rewolucjonistów dodatkowo pogorszyła polityka dyskryminacji kolorowych pracowników. Reformy Arévalo wpłynęły na UFC w większym stopniu niż na inne firmy ze względu na wielkość tej korporacji. Interesom korporacji zaszkodził nowy kodeks pracy, który pozwolił pracownikom na strajk, gdy wrunki bezpiecznej pracy nie były spełniane. Firma lekceważyła nowe prawo, nie chcąc negocjować ze strajkującymi. Problemy spółki zostały spotęgowane w 1952 roku, kiedy Jacobo Arbenz wprowadził dekret 900. 550 tysięcy akrów nieużytków spółki (15% gruntów kontrolowanych przez UFC) zostało wywłaszczonych w ramach reformy.

### Lobbing
United Fruit Company na rewolucję odpowiedziało intensywnym lobbingiem członków władz Stanów Zjednoczonych. W efekcie wielu amerykańskich kongresmenów i senatorów zaczęło krytykować rząd Gwatemali za brak ochrony interesów korporacji. Rząd Gwatemali na oskarżenia reagował tłumaczeniem, że UFC jest główną przeszkodą na drodze do modernizacji kraju. Także amerykańscy historycy zauważają, że Gwatemala była wykorzystywana przez obcy kapitał, który żerował na dobrach Gwatemalczyków. UFC otrzymało odszkodowanie za wywłaszczone obszary. Wynosiło one 2,99 dolara za akr, rząd zapłacił więc dwukrotność kwoty, za którą firma kupiła grunty. Mimo podjęcia takich działań, firma rozpoczęła kampanię dyskredytacji rządu Gwatemali. Firma zatrudniła specjalistę od PR-u, Edwarda Bernaysa, który pomógł firmie przedstawić ją jako ofiarę rządu Gwatemali. Lobbing został ułatwiony, gdy w 1952 roku na prezydenta USA wybrany został Dwight Eisenhower. Firma wydała ogółem ponad pół miliona dolarów na lobbing na rzecz obalenia rządu Gwatemali.

## Zamach stanu wykonany przez CIA

### Motywy polityczne
Oprócz lobbingu United Fruit Company, na decyzję o puczu w Gwatemali wpłynęło kilka innych czynników. W latach rewolucji gwatemalskiej w kilku innych krajach Ameryki Środkowej miały miejsce wojskowe zamachy stanu, które doprowadziły do władzy mocno antykomunistyczne reżimy. W 1950 roku w Salwadorze władzę objął Oskar Osorio, na Kubie w 1952 Fulgencio Batista, w Hondurasie już od 1932 roku rządzili proamerykańscy i antykomunistyczni wojskowi, pozostający w stanie napięcia z sąsiadami w tym z Gwatemalą. Negatywne relacje Gwatemali i jej dyktatorskich sąsiadów potęgowało wspieranie przez Arévalo Legionu Karaibskiego. Poparcie to martwiło również Stany Zjednoczony i nowo utworzoną służbę CIA tym bardziej, że w latach zimnej wojny praktyką powszechną w USA było określanie mianem komunisty każdego przeciwnika interesów USA na świecie. Tak więc choć Arévalo zdelegalizował partie komunistyczne, rząd USA mimo to uznał, że rewolucja została przez komunistów przeniknięta i jest rywalem Stanów Zjednoczonych.

### Operacja PBFORTUNE
Po 1944 roku USA odmówiły sprzedaży broni dla rządu Gwatemali, a w 1951 roku zaczęły blokować gwatemalski zakup broni z innych krajów. Rok później rząd USA rozpoczął operację PBFORTUNE zmierzającą do obalenia Arbenza. Plan pierwotnie zaproponował satelicki względem USA dyktator Nikaragui Anastasio Somoza García. CIA z pomocą prawicowych dyktatorów Dominikany (Rafael Trujillo) i Wenezueli (Marcos Pérez Jiménez) uzbroiło stronników Carlosa Castillo Armasa, którzy mieli trafić do Gwatemali na pokładzie statku UFC i tam rozpocząć pucz. Departament USA nie wyraził jednak zgody na spisek i po interwencji dyplomaty Deana Achesona odwołał plan.

### Operacja PBSUCCESS
Kolejną operację na rzecz obalenia Arbenza CIA rozpoczęło w sierpniu 1953 roku za zgodą prezydenta Eisenhowera. CIA otrzymało na ten cel od 5 do 7 miliona dolarów, a przy akcji uczestniczyło ponad 100 agentów. Według planów CIA Arbenza miał zostać zabity w wyniku zamachu stanu, do którego przeprowadzenia CIA wyznaczyło dotychczasowego współpracownika Carlosa Castillo Armasa. USA w celu propagandowym i dla usprawiedliwienia interwencji rozpoczęło akcję mającą udowodnić powiązania Gwatemali z komunizmem i Związkiem Radzieckim. Arbenz spodziewając się zamachu, podjął się rozpaczliwej próby kupna broni z Czechosłowacji. Była to pierwsza próba kupna broni z bloku wschodniego przez kraj amerykański. Przesyłka tej broni była ostatecznym bodźcem CIA dla przeprowadzenia puczu.

### Przebieg puczu
18 czerwca 1954 roku Castillo Armas wraz z 400 bojówkarzami przekroczył granicę Gwatemali ze strony Hondurasu. Broń spiskowców została dostarczona przez CIA, która przeszkoliła puczystów w obozach w Nikaragui i Hondurasie. CIA przeprowadziła równocześnie akcje propagandową i rozpoczęła audycje radiowe, które fałszywie informowały o tym, że siły Castillo Armas wyzwoliły w krótkim czasie niemal cały kraj. CIA wsparła nacierających puczystów bombardowaniami. Rząd Gwatemali wystosował apel do ONZ jednak USA zawetowały wniosek, twierdząc, że pucz jest wyłącznie wewnętrzną sprawą Gwatemali. Ostatecznie Jacobo Arbenz po dezercji znacznych oddziałów armii które przeszły na stronę puczu, 27 czerwca złożył rezygnację i przekazał władzę Carlosowi Enrique Díazowi de Leónowi. Także ten prezydent został odsunięty od rządów, a rzeczywistą władzę objął Castillo Armas. USA uznały nowy rząd już 13 lipca. W październiku odbyły się pseudowybory prezydenckie, w których wystartował tylko jeden kandydat, Castillo Armas. Nowa junta wycofała się z reform okresu rewolucji.

### Skutki puczu

Flaga rebeliantów z Gwatemalskiej Jedności Narodowo-Rewolucyjnej

Po zamachu stanu przez kraj przeszła fala terroru. Nowy reżim odpowiedzialny był za liczne łamania praw obywatelskich, tortury i śmierć dziesiątek tysięcy osób. Zamach stanu spowodował serię lewicowych powstań na terenach wiejskich. Z czasem powstańcy zaczęli cieszyć się coraz większym poparciem społecznym, a niewielkie powstania przerodziły się w regularną wojnę domową. Największą siłą partyzancką stała się partyzantka Ejército Guerrillero de los Pobres, która w kluczowym okresie miała aż 270 tysięcy żołnierzy. Wojna pochłonęła 200 tysięcy ofiar, a w jej trakcie miały miejsce liczne masakry ludności cywilnej. Historycy szacują, że za 93% zbrodni wojennych odpowiedzialny był wspierany przez USA rząd wojskowy. Najbardziej krwawa okazała się rządowa kampania ludobójstwa Majów z lat 80.